# 이와미산나이촌
이와미산나이촌(岩見三内村)은 아키타현 가와베군에 설치되었던 촌이다.

## 역사
- 1889년 4월 1일 - 정촌제 시행에 의해 이와미촌과 합병해 가와베군 이와베산나이촌이 탄생하였다.
- 1955년 3월 31일 - 와다정 및 도요시마촌과 합병해 가와베정이 되었다.
- 2005년 1월 11일 - 가와베정이 유야정과 함께 아키타시에 편입되었다.